# Mauleum
Mauleum is een bestuurslaag in het regentschap Timor Tengah Selatan van de provincie Oost-Nusa Tenggara, Indonesië. Mauleum telt 2019 inwoners (volkstelling 2010).